# Вајтли Гарденс (Калифорнија)
Вајтли Гарденс (енгл. Whitley Gardens) насељено је место без административног статуса у америчкој савезној држави Калифорнија.

## Демографија
По попису из 2010. године број становника је 285.
| Група             | 2000.    | 2010.       |
| Белци             | 0 (0,0%) | 235 (82,5%) |
| Афроамериканци    | 0 (0,0%) | 1 (0,4%)    |
| Азијати           | 0 (0,0%) | 1 (0,4%)    |
| Хиспаноамериканци | 0 (0,0%) | 43 (15,1%)  |
| Укупно            | 0        | 285         |